# Historia del Club Atlético Bembibre
Atético Bembibre es un club de fútbol radicado en la Villa de Bembibre con una larga historia, que se remonta al año 1915, cuando Bembibre cuenta con una población de unos 3600 habitantes, momento en que se constituye el primer club deportivo bajo el nombre de Club Deportivo Bembibrense, según relata César López Flórez, a la sazón presidente de la Gimnástica Bembibrense, en la entrevista que le realiza el 8 de septiembre de 1947 el reportero «Retamares», de Proa, publicada dos días más tarde con el título «Bembibre. Hechos y proyectos de hace un año. Preparativos de Fiesta. Los Deportes», y que se recoge en «Historia del fútbol en Bembibre. Un siglo del Club Deportivo Bembibrense (1915-2015)».
Otras fuentes consideran el año 1922 como la fecha en que oficialmente se funda el Club, como resultado de la unión de los pequeños equipos de fútbol que existían en Bembibre, compuestos por grupos de amigos, creando el Club representativo de la villa, con el primer nombre de Gimnástica Bembibrense y que posteriormente acabaría llamándose Atlético Bembibre.

## Orígenes

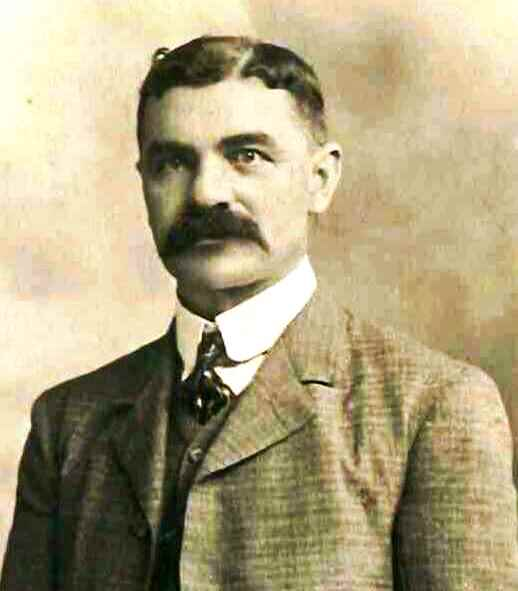
Frederick James Robinson Bradley

Sus orígenes se relacionan con la presencia en Bembibre del Inglés Federico James Robinson Bradley, ingeniero inglés que había contraído matrimonio en Madrid con Petra Jáñez Fernández, natural de Folgoso de la Ribera y residentes en Bembibre donde, junto a empresarios locales, propician el acceso a la luz eléctrica de la Villa el 28 de enero de 1911, siendo alcalde Abelardo López Sarmiento.
Este técnico industrial, que había jugado al fútbol en el colegio de su localidad natal, Wisbech, perteneciente al condado de Cambridgeshire (Inglaterra), es considerado el introductor de este deporte en la villa del Boeza, con hito en la celebración de un «gran partido de foot ball» el 16 de septiembre de 1911, acto incluido en el programa de actos de las Fiestas del Cristo que se celebran en la localidad anualmente en honor del Santo Ecce-Homo.
Tras la celebración del «gran partido de Foot Ball» el 16 de septiembre de 1911, en 1915, se constituye el «primer club deportivo bajo el nombre de Club Deportivo Bembibrense», «un conjunto sencillo, legalmente constituido y con un reglamento interno de gestión y dirección», con junta directiva y socios, siendo sus dos primeros presidentes Indalecio de la Puente Campano y Venancio Álvarez Rodríguez, según se desprende del discurso pronunciado por este último en el Casino de Bembibre el 30 de abril de 1918.

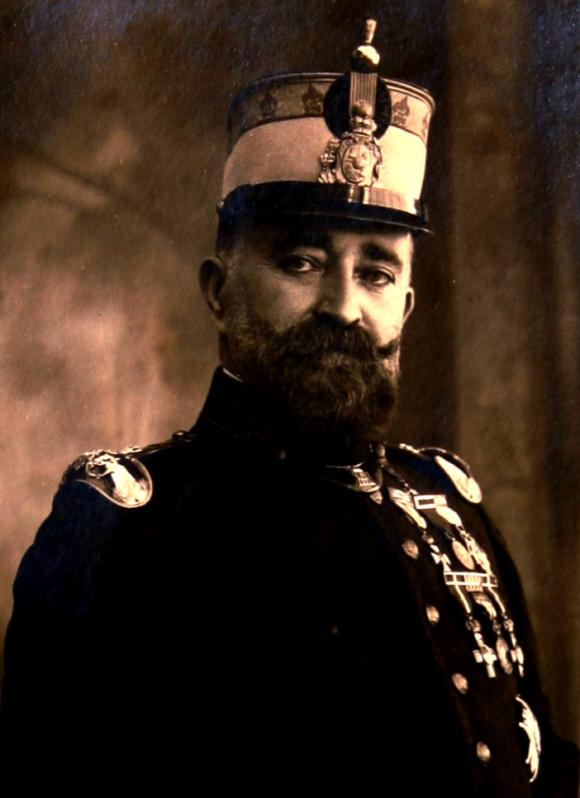
Venancio Álvarez Rodríguez

Por azares del destino no se ha conservado el Libro de Actas de la Sociedad Deportiva Bembibrense, aún cuando existe soporte documental, testimonios bibliográficos, fotográficos y hemerográficos, que contribuyen a fundamentar la temprana constitución del club en 1915.

## Denominaciones
Desde su fundación, con nombre «Club Deportivo Bembibrense», club sin refuerzos foráneos, siempre con jugadores locales, en el que jugaban hombres con bigote junto a jóvenes, casi niños, irá tomando diversas denominaciones a lo largo de los años, y según condiciones y requerimientos organizativos y federativos.
El conjunto pasa a denominarse «Gimnástica Deportiva Bembibrense» en 1930, y desde 1948 se conoce como «Club Atlético de Bembibre».
No será hasta la temporada 1957-1958 cuando el Atlético Bembibre, ya sin la «de», y tras disputar diversos encuentros, participando en torneos y competiciones locales y regionales, se inscriba en el grupo leonés del Campeonato Regional.

## Encuentros y torneos
Los encuentro y torneos servía[n] entonces, de vínculo y solidaridad entre los pueblos que tenían a gala acoger los equipos con una hospitalidad y gentileza a la que era obligado a corresponder en igual forma. No estaba el fútbol mercantilizado, se jugaba por amor a la honrilla de los pueblos. No había refuerzos, siempre éramos jugadores locales y no terminaba ningún partido sin el banquete o el vino de honor, discursos y una hermandad y unidad entre los pueblos, reflejo de la más auténtica confraternidad. Además, antaño, se daba a los partidos carácter oficial y las Autoridades se encargaban de organizar actos en obsequio de los visitantes a quienes siempre se consideraba como huéspedes de honor. (César López Flórez, en entrevista  de 8 de septiembre de 1947).

### Inicios
9 de septiembre de 1917
Frente al «Ponferradino», equipo de Ponferrada, durante las Fiestas de la Encina, resultando ganador de la copa en disputa.
| |
| El equipo «F.C. Deportivo Bembibrense» ganador de la copa disputada entre este equipo y el «Ponferradino» el 9 de Septiembre de 1917. 1 - Presidente del club - Sr. Campano 2 - Capitán del equipo y delantero-centro - Sr. Marqués 3 - Goal-Quiper - Sr. de la Puente (don Enrique) 4 - Defensa derecha - Sr. Fernández 5 - Defensa izquierda: Sr. Gago (don Antonio) 6 - Medio Derecha - Sr. López 7 - Centro Medio - Sr. de la Puente (don Indalecio) 8 - Medio Izquierda - Sr Abadía 9 - Delantero Extremo Izquierda -Sr. Arias 10- Delantero Medio Izquierda - Sr. Vega 11- Delantero medio derecha - Sr. Ferrer 12- Delantero extremo derecha: Sr. Colinas Texto en anverso de la fotografía. |

Diversos nombres son complementados por otras fuentes conocedoras de los jugadores, como Sr. Marqués Taladrid, Patricio; Sr. López Flórez, Ricardo; Sr. Ferrer Cerdá, Enrique o Sr. Colinas Josa, Camilo.
30 de junio de 1918

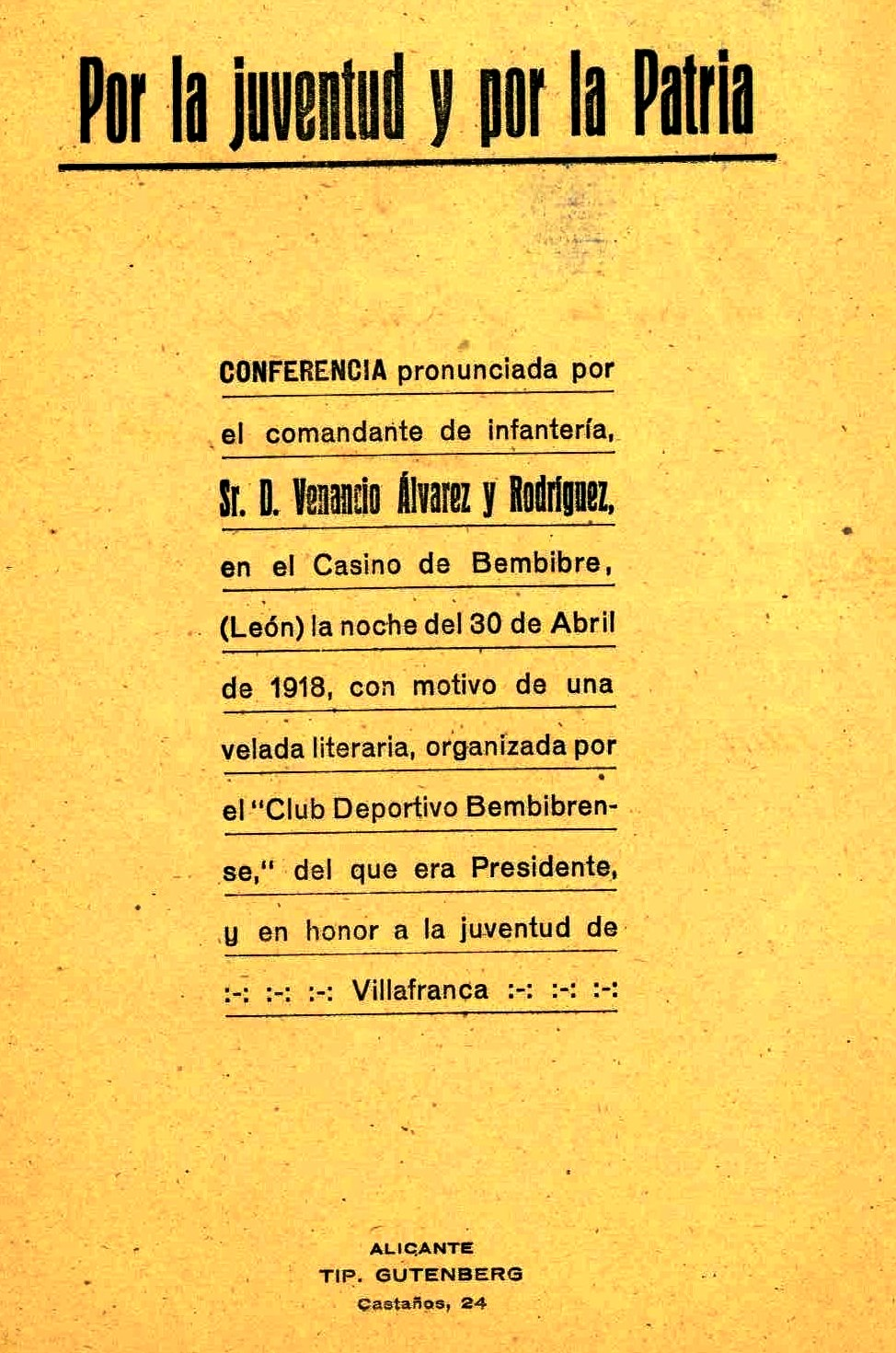
Por la Juventud y por la Patria

Partido de Balón-pié celebrado en Villafranca del Bierzo por los equipos de Bembibre y Villafranca, un encuentro que finalizará con un banquete celebrado en dicha localidad villafranquina, en el que el Comandante de Infantería, Venancio Álvarez y Rodríguez, quien será brevemente alcalde de Bembibre en el año 1927, pronunciará un brindis al final del mismo, encuentro que da lugar a que «los villafranquinos, sin distinción de clases ni de sexos, hicieran a los bembibrenses objeto de las mayores distinciones y agasajos. El partido fue caballeresco, bien dirigido y bien ejecutado, resultando empate».
Este brindis pondrá punto final a la publicación Por la juventud y por la Patria, editada en Alicante en 1918, publicación que recoge la conferencia pronunciada por «el comandante de Infantería, D. Venancio Álvarez Rodríguez, en el casino de Bembibre, la noche del 30 de abril de 1918, con motivo de la velada literaria organizada por el Club Deportivo Bembibrense, del que era presidente y en honor de la juventud de Villafranca».
En dicha conferencia, velada literaria que tiene lugar en la sociedad de recreo Bembibrense, se apunta a «que este club se formó solo y exclusivamente para jugar al Foot-Ball y, esto no debe ser su único fin; hay que hacer algo más para que merezca los honores de “Club Deportivo”».
Estos anhelos dan lugar a que, desde 1925, según constancia escrita, el Club Deportivo Bembibrense posea una sección ciclista, a la que pertenecían entre otros, «R. Merayo “Monfruna”, A. Álvarez, V. Pallares, M. López, A. G. Villarejo, T. Mancebo, J. R. Ovalle, M. G. Roca…», lo que puede justificar el cambio de nombre que, en 1930, se transforma en «Gimnástica Deportiva Bembibrense», siendo gimnástica, «perteneciente o relativo a la gimnasia», un concepto y ámbito más amplio que solamente Foot-Ball.

### Años 20
16 de septiembre de 1923
Juega en Bembibre con el Deportivo de la Unión, de Astorga, “una copa, regalo de la comisión de fiestas”.
16 de agosto de 1924
Al producirse la inauguración del Sportiva C. La Salle, de Astorga, se disputa “un partido del campeonato de foott-ball entre el Atlético La Bañeza y el Deportivo de Bembibre“. La formación bembibrense la componían César López  Flórez, E. Merayo, E. García, Rivera, Luis Pallares, R. García, V. Pallares, Molinero, Ervigio Pallares, Luis Vega y Manuel Ferrero. Al día  siguiente los “equipiers de Bembibre” se midieron al equipo anfitrión maragato, alzándose con la victoria y el trofeo.
21 de junio de 1925
Se enfrentan en el «campo de Pradoluengo» de Bembibre, propiedad del Club Deportivo de Bembibre», el segundo equipo de la Deportiva Ponferradina y el conjunto local integrado  por «Bernardín, Jaime, Perfecto, Rivera, Luis Pallares, Campano, V. Pallares, Álvarez, Molinero, Ervigio Pallares y César López Flórez».
agosto 1925
Tiene lugar en Bembibre un encuentro entre el España, de San Miguel de las Dueñas, y el reserva del Deportivo Bembibrense. Se alineaban en las filas rojiblancas «Gonzalo (el mudo), Pariente, Fifere, Roberto, Rivera, Claudio, Villar, Manuel Ferrero, V. Pallares, Monelas y Sagardu». El jugador más joven de la plantilla era V. Pallares, que contaba tan solo con 14 años.
18 de septiembre de 1925
Del mismo modo para las Fiestas del Cristo de 1925 se programa un «gran partido de Foot-Ball entre un valioso equipo forastero y el local Deportivo Bembibrense».

### Años 30
2 de julio — 24 de septiembre de 1933
Participación en el Campeonato Provincial de Fútbol de 1933, con conjunto integrado por «Roces, Bernardo, Girón, Naro, Cachón, Jacinto, Zuri, Valbuena, Arturo, Corral y Aristegui», un  torneo patrocinado por la Federación Asturiana de Fútbol, a la que pertenecía la región leonesa. La Gimnástica quedó campeón de la Zona C al superar a rivales como la Deportiva Ponferradina, el Athletic Bañezano y el Deportivo Astorga, enfrentándose en la semifinal al Sparta F. C. de León, campeón de la zona A. Triunfaron los bercianos con figuras de renombre como «Roces, Bernardo, Girón, Naro, Cachón, Ovejero, Pallares II, Mayoral, Molinero, Corral y Pallares I».
24 de septiembre de 1933

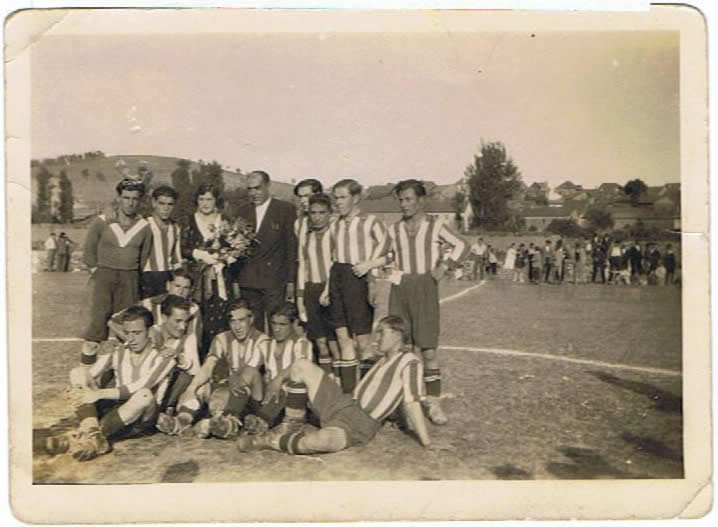
Gimnástica Deportiva Bembibrense y madrina, Isabel Palacio(s) Martínez. 1934

El domingo 24 de septiembre de 1933 se disputó en el estadio San Mamés de León la final del Campeonato Provincial de Fútbol entre la Gimnástica Bembibrense y el Athletic Club Cistierna. Se proclamó vencedor del certamen futbolístico el Cistierna tras vencer por un gol a cero, recibiendo «el premio más codiciado»; la Gimnástica, por su parte, obtuvo el galardón de subcampeón provincial. El jugador cisternense Ataulfo quiso elogiar la nobleza y el pundonor de los contendientes en la arena «dando los tres hurras reglamentarios en honor del club Bembibrense», gesto loable que fue contestado en idéntica forma por los bercianos.
Verano de 1934
La Gimnástica se inscribe de nuevo en otro torneo que le enfrenta a los equipos de «Villafranca, C. Deportivo Astorgano, Celta F. C. y C. Deportivo de Tuilla-Langreo».
16 de septiembre de 1935
De gran trascendencia histórica para el club fue la entrega de una copa de plata por el presidente de la República, Alejandro Lerroux, en el transcurso de las Fiestas Patronales, que se disputarán entre la «Gimnástica Bembibrense» y el «Club Deportivo Astorga».
El estallido de la Guerra Civil Española (1936-1939) tuvo graves afecciones sobe el deporte, al igual que sobre la sociedad en general, con el desmantelamiento del equipo bembibrense llevando a la dispersión de muchos de aquellos jugadores, teniendo lugar desde entonces encuentros de forma puntual, principalmente en las Fiestas del Cristo.
18 de septiembre de 1937
Encuentro con una selección de Ponferrada que «alineaba flechas y componentes del S.E.U.».
17 de septiembre de 1939
Encuentro en que se compite por «una hermosa copa de plata regalo del ayuntamiento de la villa», o por «un valioso premio».

### Años 40
16 de septiembre de 1940

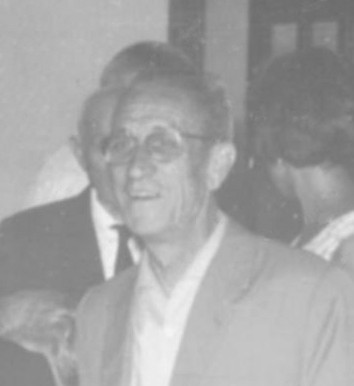
César López Flórez - 1965

Igualmente que el año anterior, se compite por «una hermosa copa de plata regalo del ayuntamiento de la villa», o por «un valioso premio».
En enero de 1941 la Delegación Provincial del Frente de Juventudes de León organiza unas jornadas eliminatorias de «baloncesto, fútbol y atletismo entre socios de Ponferrada, La Bañeza, Bembibre y León», ocasión que aprovecha César López Flórez, a la sazón alcalde y Jefe Local del Movimiento en Bembibre, quien figura en las alineaciones de 1924 y 1925, para impulsar la reactivación del balompié tras el conflicto bélico, proyecto que culmina en el verano de 1942 con la creación del «equipo de fútbol de Educación y Descanso de Bembibre» por la Delegación Local de Educación y Descanso de la Villa, conjunto encuadrado desde ese momento en la Delegación Provincial de Educación y Descanso.
13 y 15 de septiembre de 1942
Se afrontan los correspondientes partidos con los equipos de Educación y Descanso de León y Ponferrada F. C., en que se disputaban los trofeos donados por «César López Flórez e Hijos de Francisco Alonso».
16 de septiembre de 1943
A partir de ese momento las citas deportivas tienen como escenario los campos de otros clubes de la provincia; y las programadas para las celebraciones patronales de los días 16 de septiembre de 1943 (con Educación y descanso de Veguellina de Órbigo); 17 de septiembre de 1944; y 16 de septiembre de 1945.
15 de septiembre de 1946

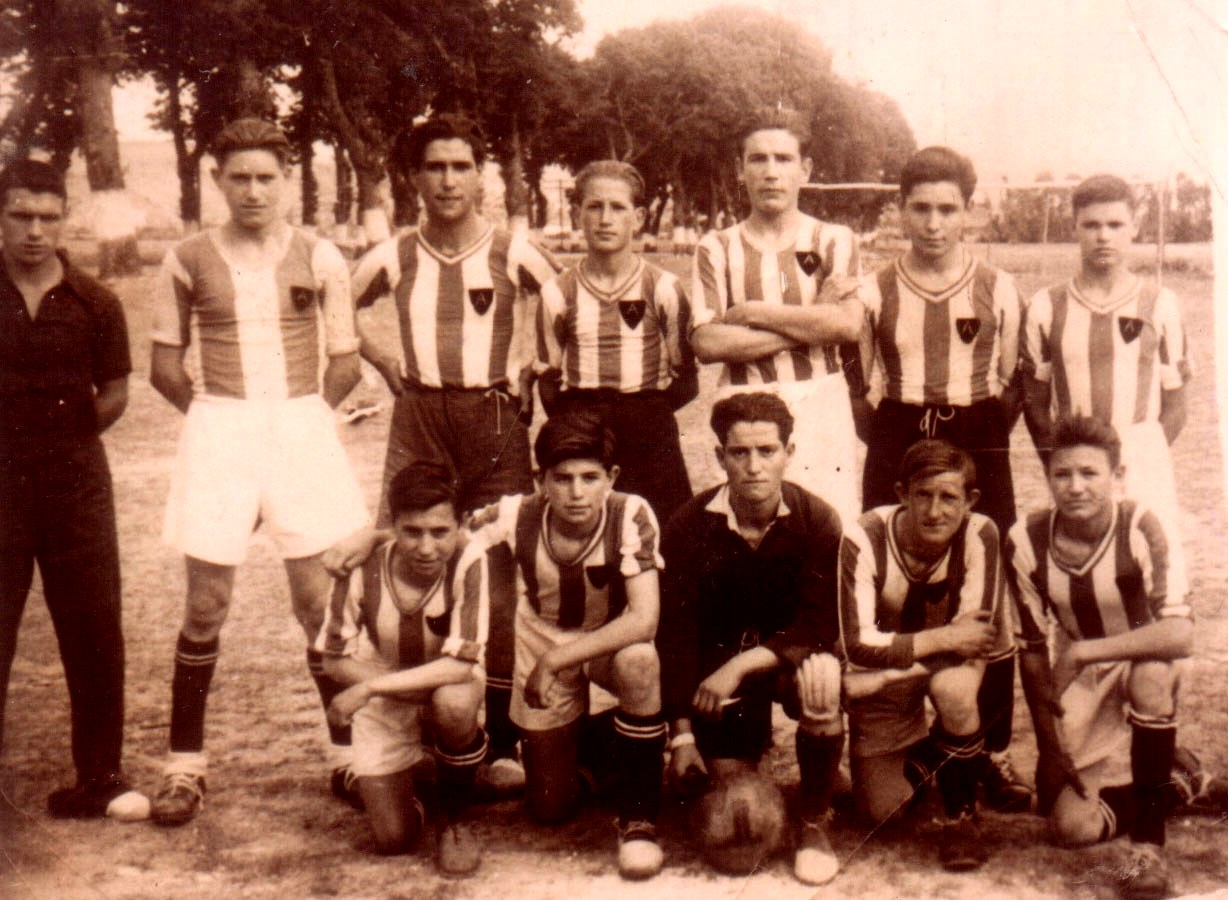
Gimnástica Deportiva Bembibrense - 1946

Durante las Fiestas del Cristo, la Gimnástica Deportiva Bembibrense y el Astorga F. C. se enfrentarán en un encuentro amistoso, celebrándose el lunes 16 de septiembre otro partido «entre las secciones A y B de la Gimnástica».
1946 y 1947
La Gimnástica participan en 1946 y 1947 en el Campeonato de Primera Categoría Regional, que les enfrentaría a los conjunto de la S. D. Bañezana, el Club D. Astorga, el C. D. Jalisco de León, el Hércules de León y el Maestranza de León.
En el último año, al no disponer de un campo vallado, la junta directiva opta por «renunciar a formar parte de los campeonatos provinciales». Hecho motivado en parte por la escasez de medios económicos tras la rehabilitación llevada a cabo en el mismo con la ayuda del Frente de Juventudes, quedando pendiente tan solo el proyecto de mayor envergadura «que es el cierre del campo».
16 de septiembre de 1948
En 1948, la necesidad de adaptarse a la normativa marcada por la Federación Española de Fútbol, lleva al club a reorganizar el equipo con las secciones A y B de la Gimnástica y a adoptar el nombre de Club Deportivo Atlético de Bembibre.
Se mantienen los tradicionales colores rojiblancos para el encuentro celebrado el 16 de septiembre con el Deportivo Maestranza de León, en el transcurso de las Fiestas del Cristo, «disputándose una copa donada por el excelente deportista (guardameta que fue de la Deportiva Bembibrense), don Bernardo Villarejo».
|                                         |
| Club Deportivo Atlético Bembibre - 1948 |

|                             |
| Equipo Juvenil del Bembibre |

|                          |
| Atlético Bembibre - 1967 |

### Años 50 y sucesivos
Será a partir del año 1957, tras ejecutar las obras necesarias para cerrar el campo con bloques de cemento, cuando el equipo regrese a las competiciones oficiales, disputando la Liga Regional y el Campeonato de España de Aficionados.
Alcanzará su mejor puesto en la liga de Tercera División de España - Grupo VIII en la temporada 1991-92, cuando resulta 1.er clasificado y jugando su primera liguilla de ascenso.
A finales de la década de los 80 se inaugura la iluminación artificial en el campo de Los Juncos, el único de la provincia que por entonces, finalizando la década de los 90 con el traslado a las nuevas instalaciones de La Devesa, que a partir de la temporada 1999-00 se convierten en el estadio del Atlético Bembibre, sustituyendo al campo de Los Juncos, que pasa a ser utilizado por el fútbol base y como campo de entrenamiento del primer equipo, hasta su definitiva desaparición, sobre 2008.

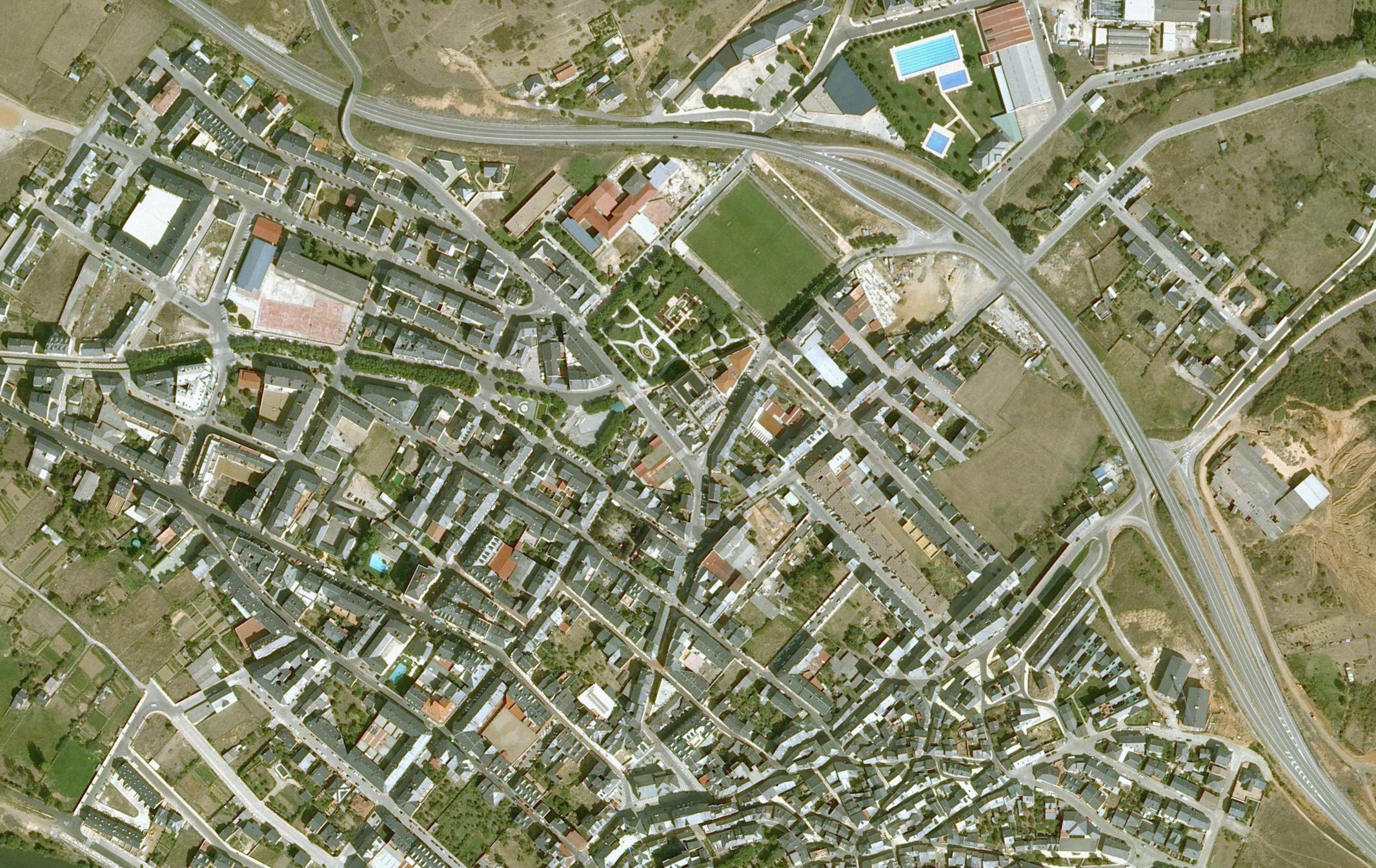
Bembibre - Los Juncos 2006

## Indumentaria e identificación

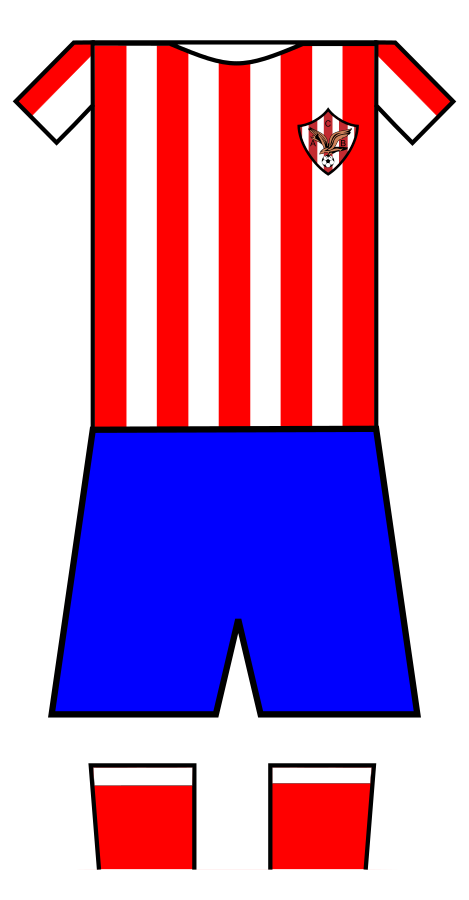
Equipamiento Atlético Bembibre - 2022

### Equipamiento
Las primeras equipaciones de que se tiene constancia, según fotografía de 1917, constaba de camiseta y pantalón blanco, con medias negras, pasando con posterioridad a una equipación compuesta por camisa a rayas verticales rojas y blancas, pantalón blanco y medias negras, indumentaria con la que jugaba la Gimnástica Bembibrense.
Posteriormente, cuando se cambia el nombre del club por el de Atlético Bembibre, también se modifica ligeramente la uniformidad, manteniendo las rayas rojiblancas en las camisetas y adoptando el color azul o negro para el pantalón, también blanco, siendo éste, junto a las medias, azules, negras, blancas, rojas, con franjas horizontales rojas y blancas, los elementos que más variaciones sufren.
El equipo juvenil, en un primer momento, vestía camisetas arlequinadas o rojas, que llevaban en su pecho un águila negra, una D y una J en amarillo, bordadas por jóvenes de Bembibre como Lita Balín o Elí Terán. Estas camisetas, en ocasiones también las utilizaba el primer equipo.

### Escudo

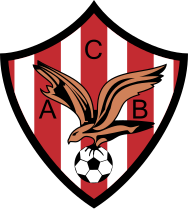
Atlético Bembibre – escudo

El escudo del Atlético Bembibre fue diseñado en 1957 por Antonio Gago González, gran dibujante y pintor bembibrense, y que forma parte de alineaciones citadas, identificado con el número 5 en fotografía de 1917, cuando cuenta con 17 años de edad.
Este diseño se integra en la equipación con motivo de la primera participación en la liga regional, tras los periodos posteriores a la guerra civil, no participando el club en competiciones oficiales desde antes de la misma, cuando aun se llamaba Gimnástica Bembibrense.
El motivo principal elegido es el águila, motivo con el que se relaciona un grupo de aficionados que toman por nombre «Águilas Rojiblancas»,  haciendo mención al águila y a los colores rojiblancos que lucen los jugadores en sus camisetas, denominación extendida, con el tiempo, tanto a los aficionados como a los propios jugadores del Atlético Bembibre.

### Himno oficial
En el mes de mayo de 2003 se estrena el que hoy en día es el himno oficial del Atlético Bembibre, composición con letra y música de Manuel "Nono" García Ferrero, con título Camisetas sudadas, y que fue aprobado por los socios en asamblea extraordinaria un año más tarde.
Su letra incluye una estrofa en recuerdo de los inicios de este club, tanto de las personas como del Campo los Juncos.

Recuerda,
en el Campo los Juncos,
atardeceres de fútbol
teñidos de rojo y blanco.
Gracias a aquellos hombres de antes,
que guiaron los pasos
hacia un Atletic más grande.

Himno oficial del Club Atlético Bembibre

Una vez aprobado, suena el himno cada vez que el Atlético Bembibre salta sobre el terreno de juego de La Devesa, antes del comienzo de cada partido o después del descanso.